# Die Ärzte
Ди ерцте (  — лекари) немачка је панк-рок група основана у Берлину 1982. године. Они су се 1989. разишли, да би се 1993 поново саставили.

## Istorija
Групу су основали Фарин Урлауб, Бела Фелзенхајмер и Зани. Пре оснивања групе, чланови су свирали у мање познатим панк групама, где су се исто упопзнали и одлучили да покрену нови бенд. Не постоји званична верзија о избору имена групе, али једна популарна говори да бубњар Бела у продавницама плоча није никад могао да нађе групу или певача са почетним словом ä. Први албум Debil објавили су 1984. године, други албум Im Schatten der Ärzte следи 1985. Басиста Зани 1986. напушта групу због неспоразума са осталим члановима. На његово место долази Хаген Либлинг који по сопственом избору није постао пуноправни члан групе него је био запошљен и примао редовну плату (као пуноправни члан групе морао је да носи и све ризике, што али није хтео). У овом саставу група постоји до 1989. године када долази до њеног растанка.
У периоду од 1982. до 1989. група је објавила четири студијска албума. Група се на кратко растала, али се 1993. поново форимира. Нови басиста је Род (пуно име Родриго Гонзалес). У овом саставу група постоји до данас и објавила је до 2007. седам студијских албума. Музички стилови групе су панк-рок и фан панк. Поред смешних текстова група има теме моралних и политичких садржаја посебно из једне левичарске перспективе. Тако се група у својим песмама више пута ангажовала против нацизма и фашизма, против рата, или за равноправност мушкараца и жена.

## Дискографија
- 1984:
- 1985:
- 1986:
- 1988:
- 1993:
- 1995:
- 1996:
- 1998:
- 2000:
- 2003:
- 2007:
- 2012: